# ソルトフィンガー
ソルトフィンガー（英語: salt finger）とは、海水が上層で高温・高塩分、下層で低温・低塩分の状態にあるときに、その境界面の擾乱が発達していく現象である。
海水の密度は、低温・高塩分であるほど高い。また、水温と塩分の二重拡散は、水温のほうが分子拡散係数が大きいために速い。そのため、上層に高温・高塩分、下層に低温・低塩分の海水が存在し接したとき、境界面の下層側の低塩分水は速く温まって低密度となり、上向きの浮力を受け、上部にわずかに入った低塩分水は徐々に指状に上部に侵入していくようになる。境界面の上層側の高塩分水にも逆の現象が起こり、同じく指状に下部に落ちていくような対流が励起され、結果として両者の境界面の凹凸は発達し微細構造が生成される。
逆に上層で低温・低塩分、下層で高温・高塩分であった場合は安定過剰と呼ばれ、やはり微細構造が生じる。

## 原始中性子星におけるソルトフィンガー(ニュートロンフィンガー)
海水における温度(エネルギーもしくはエントロピー)と塩分濃度の拡散を、温度とレプトン数(電子とニュートリノの総和粒子数)におきかえると、超新星爆発を引き起こす前の状態にある星である、原始中性子星内部で起こる拡散現象でも全く同様のことが起こっている。これを特にニュートロンフィンガー(neutron finger)と呼ぶ。言い換えれば、温度とレプトン数の負勾配のうち、温度の負勾配が卓越する不安定性を指す。
従来、超新星爆発以前に起こる衝撃波復活において、対流不安定性と並び、重要な要素と考えられていたが、現在では高精度のシミュレーションにより、温度拡散に比べ、レプトン数の拡散が重要であることがわかっており、ニュートロンフィンガーに比べ、振動不安定性(レプトン数の負勾配が卓越する不安定性)が重要と考えられている。